# 858 (szám)
A 858 (római számmal: DCCCLVIII) egy természetes szám.

## A szám a matematikában
A tízes számrendszerbeli 858-as a kettes számrendszerben 1101011010, a nyolcas számrendszerben 1532, a tizenhatos számrendszerben 35A alakban írható fel.
A 858 páros szám, két prímszám, a 857 és 859 közé esik. Prímfelbontásban 21 · 31 · 111 · 131, normálalakban 8,58 · 102 szorzattal írható fel. Tizenhat osztója a természetes számok halmazán a következők: 1, 2, 3, 6, 11, 13, 22, 26, 33, 39, 66, 78, 143, 286, 429 és 858.
Giuga-szám.
A 858-as szám négyzete 736 164, köbe 631 628 712, négyzetgyöke 29,29164, köbgyöke 9,50231, reciproka 0,0011655.